# Licej Franceta Prešerna
Licej France Prešeren je (višja) srednja šola oziroma gimnazija s slovenskim učnim jezikom v Trstu v Italiji. 

## Zgodovina
Ob koncu druge svetovne vojne je kulturno, politično in družbeno življenje Slovencev v Italiji doživelo ponoven razcvet. V središču je bila predvsem reorganizacija šolske mreže s slovenskim učnim jezikom, ki jo je bila izbrisala Gentilejeva reforma (1923). Po vojni so tako ponovno odprle vrata šolske ustanove, ki so obstajale že pred nastopom fašizma, njim pa se je tedaj pridružila novoustanovljena Višja realna gimnazija, ki so jo v poznih 1960. letih poimenovali po pesniku Francetu Prešernu.
Realno gimnazijo v Trstu je Zavezniška vojaška uprava ustanovila z okrožnico št. 7 z dne 8. oktobra 1945, na osnovi katere so bile ustanovljene slovenske srednje šole v Trstu in Gorici. Referent za slovenske šole pri ZVU je bil ameriški poročnik John P. Simoni (1911–2003), ki si je dosledno prizadeval , da bi bila slovenska gimnazija v Trstu ustanovljena kljub nasprotovanju italijanskih nacionalističnih krogov. Ti so bili namreč mnenja, da Slovenci ne potrebujejo gimnazije, saj da so večinoma kmetje, obrtniki in delavci, in da je torej zahteva po gimnaziji le politično obarvana. Za strokovnega svetovalca za slovenske šole v Trstu je bil pri ZVU imenovan Srečko Baraga, ki je postal tudi prvi ravnatelj novo ustanovljene gimnazije.
Prva slovenska gimnazija je imela svoj sedež v 2. nadstropju na Ul. Lazzaretto Vecchio, št. 9, v Trstu. V isti stavbi sta imeli svoj sedež tudi Trgovska akademija in srednja šola. V šolskem letu 1945/46, ki se je začelo 12. novembra, se je na gimnazijo vpisalo nad sto dijakov. 
Pomembna pridobitev je bila ustanovitev klasične vzporednice. Dne 11. oktobra 1948 je Prosvetni urad pri ZVU ustanovi prvi razred klasične gimnazije, v katerega se je vpisalo 17 dijakov. Šolsko ponudbo so obogatile knjižne, umetnostne in znanstvene zbirke, medtem ko so poučne ekskurzije postale sestavni del didaktične ponudbe. V učnem osebju je bilo tedaj in kasneje veliko profesorjev, ki so s svojim kulturnim in umetniškim delovanjem zaznamovali šolsko življenje in slovensko kulturo nasploh.
V letih 1961 in 1962 se je urejal temeljni pravni status »šol s slovenskim učnim jezikom«, kot je bila njihova uradna opredelitev, čeprav so ukrepi oblasti vselej prinašali razočaranje in ob tem tudi deljena mnenja. Mreža slovenskih šol v Italiji je dobila svojo uzakonitev 19. julija 1961 z zakonom št. 1012. Na njegovi osnovi so bile posebej uzakonjene tudi posamezne višje srednje šole. Dekret predsednika republike o ustanovitvi »Državnega znanstvenega liceja s slovenskim učnim jezikom v tržaški občini«, kot piše v njem, nosi datum 30. september 1962. Londonski memorandum, ki je ta ukrep narekoval, je bil sklenjen že leta 1954. Aprila leta 1965 se je licej preselil v nove prostore na Vrdelski cesti – Strada di Guardiella 13/1 v Trstu.
V osemdesetih letih so se na šoli zvrstile pomembne novosti. Leta 1982 je pokrajinska uprava poskrbela za nadzidavo 4. nadstropja. Tam so profesorska knjižnica, posebni učilnici za fiziko ter za prirodopis in kemijo ter dva laboratorija za ista predmeta, jezikovni laboratorij in velika dvorana.

## Sedanjost
Licej Franceta Prešerna ponuja štiri smeri splošno-izobraževalnega značaja. Licej F. Prešerna spodbuja spoznavanje slovenskega jezika in slovenske kulturne dediščine v ustvarjalnem soočanju z matico.
Petletni študij se deli na dva bienija in zadnji letnik: v prvem bieniju dijaki utrjujejo svoje znanje in se uvajajo v zahtevnejši način dela, v drugem bieniju širijo svoje kulturno obzorje in poglabljajo učne vsebine, medtem ko je zadnji letnik namenjen predvsem pripravi na državni izpit in na izbiro bodoče študijske smeri. Diplome in naslovi, pridobljeni na liceju F. Prešerna, imajo polnopravno veljavo. 
Licej projektno sodeluje s slovenskimi, italijanskimi in evropskimi šolami ter se vključuje v evropske programe, kot so Erasmus+ in PON. Ponuja mednarodne izmenjave z različnimi višjimi šolami. Za vse razrede so predvidene enodnevne in večdnevne ekskurzije, ogledi razstav in gledaliških predstav v slovenskem, italijanskem in angleškem jeziku. Večino ekskurzij v Slovenijo financira Ministrstvo za izobraževanje, znanost in šport Republike Slovenije. Vsako leto licej gosti predavatelje, izvedence in ustvarjalce ter sodeluje z različnimi znanstvenimi ustanovami predvsem v Trstu in okolici.
Dijaki se udeležujejo tekmovanj iz humanističnih in znanstvenih predmetov. To so tekmovanja iz slovenskega in italijanskega jezika in književnosti, latinščine, likovne umetnosti, matematike, fizike, informatike, naravoslovja, športnih veščin in ved o Evropski uniji. Posebno mesto imajo tudi pobude za pridobivanje kompetenc na področjih gledališke, umetniške, filozofsko-zgodovinske, medkulturne in zdravstvene vzgoje. Vsi dijaki imajo možnost zunanjega preverjanja znanja tujega jezika – Trinity College - , ki nudi še dodatni mednarodno veljavni certifikat. Moduli poučevanja nejezikovnega predmeta v tujem jeziku CLIL se odvijajo od prvega leta dalje. V zadnjih treh letih nudi šola tudi organizirano delo ob učenju, medtem je zadnji letnik v glavnem posvečen predavanjem o različnih možnostih nadaljevanja študija, odkrivanju poklicnih poti in obisku univerz.